# Caso Loving contra Virginia
O caso Loving contra Virginia foi uma decisão histórica sobre direitos civis, tomada pela Suprema Corte dos EUA, segundo a qual as leis que proíbem o casamento interracial violam as Cláusulas de Proteção Igualitária e Devido Processo Legal da Décima Quarta Emenda da Constituição dos EUA. A partir de 2013, a decisão foi citada como precedente em decisões de tribunais federais que consideraram inconstitucionais as restrições ao casamento entre pessoas do mesmo sexo, incluindo a decisão da Suprema Corte no caso Obergefell v. Hodges (2015).
O caso envolveu Richard Loving, um homem branco, e sua esposa Mildred Loving, uma mulher afro-americana. Em 1959, o casal foi condenado à prisão por violar a Lei de Integridade Racial do estado da Virgínia de 1924, que criminalizava o casamento entre pessoas classificadas como "brancas" e pessoas classificadas como "de cor." Após um recurso infrutífero à Suprema Corte da Virgínia, eles recorreram à Suprema Corte dos EUA, argumentando que a Lei de Integridade Racial era inconstitucional.
Em junho de 1967, a Suprema Corte emitiu uma decisão unânime em favor dos Lovings, anulando suas condenações e declarando a Lei de Integridade Racial da Virgínia inconstitucional. A Virgínia argumentou que sua lei não violava a Cláusula de Proteção Igualitária porque a punição era a mesma, independentemente da raça do infrator, e, portanto, "onerava igualmente" brancos e não brancos. No entanto, a Suprema Corte concluiu que a lei violava a Cláusula de Proteção Igualitária porque se baseava em "distinções feitas de acordo com a raça" e proibia uma conduta — o casamento — que era amplamente aceita e que os cidadãos eram livres para praticar. A decisão da Suprema Corte pôs fim a todas as restrições legais ao casamento baseadas em raça nos Estados Unidos.

## Histórico

### Leis contra a miscigenação nos Estados Unidos
As leis contra a miscigenação já estavam em vigor em alguns estados desde o período colonial. Durante a era da Reconstrução, em 1865, os Códigos Negros em sete estados do Sul tornaram ilegal o casamento interracial. Contudo, as novas legislaturas republicanas em seis estados revogaram essas leis restritivas. Em 1894, quando o Partido Democrata do Sul voltou ao poder, as restrições foram restabelecidas.
Uma das principais preocupações era como definir o limite entre negros e brancos em uma sociedade onde muitos homens brancos tinham filhos com mulheres negras escravizadas. Por um lado, a percepção social de uma pessoa como negra ou branca geralmente determinava sua identidade. Por outro lado, a maioria das leis utilizava a regra de uma gota, que afirmava que ter um ancestral negro tornava uma pessoa negra aos olhos da lei. Em 1967, ainda havia 16 estados que mantinham leis contra a miscigenação, principalmente no sul dos Estados Unidos.

### Requerentes
Mildred Delores Loving era filha de Musial (Byrd) Jeter e Theoliver Jeter. Ela se identificava como Rappahannock, mas também foi reportada como tendo ascendência Cherokee, portuguesa e afro-americana. Durante o julgamento, ficou claro que ela se identificava como negra, e seu advogado afirmou que foi assim que ela se descreveu para ele. No entanto, após sua prisão, o relatório policial a identificou como "índigena", e em 2004, ela negou ter qualquer ascendência negra.
Richard Perry Loving era um homem branco, filho de Lola (Allen) Loving e Twillie Loving. Ambas as famílias viviam no Condado de Caroline, na Virgínia, que seguia rigorosamente as leis de segregação. No entanto, a cidade de Central Point era uma comunidade mestiça desde o século XIX. O casal se conheceu no ensino médio e se apaixonou.
Mildred engravidou e, em junho de 1958, o casal viajou para Washington, D.C., para se casar, evitando assim a Lei de Integridade Racial da Virgínia de 1924, que criminalizava o casamento entre brancos e não brancos. Algumas semanas após retornarem a Central Point, a polícia local fez uma batida em sua casa na madrugada de 11 de julho de 1958, na esperança de encontrá-los cometendo relações sexuais, uma vez que a relação interracial também era ilegal na Virgínia. Quando os policiais encontraram os Lovings dormindo em sua cama, Mildred apontou para a certidão de casamento na parede do quarto. Os policiais informaram que a certidão não era válida na Virgínia.

## Processos criminais
Os Lovings foram acusados com base na Seção 20-58 do Código da Virgínia, que proibia casais inter-raciais de se casarem fora do estado e, em seguida, retornarem à Virgínia, e na Seção 20-59, que classificava a miscigenação como crime, com pena de prisão de um a cinco anos.
Em 6 de janeiro de 1959, os Lovings se declararam culpados de "coabitar como marido e mulher". Eles foram condenados a um ano de prisão, com a sentença suspensa sob a condição de que o casal deixasse a Virgínia e não voltasse a viver junto por pelo menos 25 anos. Após a condenação, o casal se mudou para o Distrito de Colúmbia.

### Processos de apelação
Em 1963, frustrada pela impossibilidade de viajar junto para visitar suas famílias na Virgínia, além do isolamento social e das dificuldades financeiras em Washington, Mildred Loving escreveu ao Procurador-Geral Robert F. Kennedy em protesto. Kennedy encaminhou sua solicitação à União Americana pelas Liberdades Civis (ACLU). A ACLU designou os advogados cooperadores voluntários Bernard S. Cohen e Philip J. Hirschkop, que entraram com uma moção em nome dos Lovings no Tribunal do Circuito do Condado de Caroline, na Virgínia, solicitando a anulação das sentenças criminais com base no argumento de que os estatutos de miscigenação da Virgínia eram contrários à Cláusula de Proteção Igualitária da Décima Quarta Emenda.

Em 28 de outubro de 1964, após quase um ano de espera por uma resposta à moção, os advogados da ACLU ingressaram com uma ação coletiva federal no Tribunal Distrital dos EUA para o Distrito Leste da Virgínia. Isso levou o juiz do tribunal do condado, Leon M. Bazile, a emitir uma decisão sobre a moção pendente. Ecoando a interpretação de raça de Johann Friedrich Blumenbach, do século XVIII, Bazile negou a moção com as seguintes palavras:
Deus Todo-Poderoso criou as raças branca, negra, amarela, malaia e vermelha, e as colocou em continentes separados. Se não fosse pela interferência em Seu arranjo, não haveria motivo para tais casamentos. O fato de Ele ter separado as raças mostra que Ele não pretendia que elas se misturassem.
Em 22 de janeiro de 1965, um painel de três juízes do tribunal distrital adiou a decisão sobre o caso de ação coletiva federal enquanto os Lovings recorriam da decisão do juiz Bazile à Suprema Corte da Virgínia, argumentando por motivos constitucionais. Em 7 de março de 1966, o juiz Harry L. Carrico, que mais tarde se tornaria presidente da Suprema Corte da Virgínia, escreveu um parecer defendendo a constitucionalidade dos estatutos antimiscigenação. Carrico citou como autoridade a decisão da Suprema Corte da Virgínia em Naim v. Naim (1955) e determinou que a criminalização do casamento dos Lovings não violava a Cláusula de Proteção Igualitária, uma vez que tanto o cônjuge branco quanto o não branco eram punidos igualmente por miscigenação. Essa linha de raciocínio ecoava a decisão da Suprema Corte dos Estados Unidos em Pace v. Alabama (1883). Contudo, o tribunal considerou que as sentenças dos Lovings eram inconstitucionalmente vagas e ordenou que fossem sentenciados novamente no Tribunal do Condado de Caroline.
Os Lovings, ainda apoiados pela ACLU, apelaram da decisão da Suprema Corte estadual para a Suprema Corte dos Estados Unidos, onde a Virgínia foi representada por Robert McIlwaine, do gabinete do procurador-geral do estado. A Suprema Corte concordou em 12 de dezembro de 1966 em aceitar o caso para revisão final. Os Lovings não compareceram aos argumentos orais em Washington, mas um de seus advogados, Bernard S. Cohen, transmitiu uma mensagem pessoal de Richard Loving: "Sr. Cohen, diga à Corte que amo minha esposa e que é simplesmente injusto não poder viver com ela na Virgínia”.

## Precedentes

Nenhuma lei foi aprovada
1780 a 1887
1948 a 1967
Invalidada em 12 de junho de 1967 pela decisão Loving

Antes do caso Loving v. Virginia, vários processos abordaram o tema das relações inter-raciais. No estado da Virgínia, em 3 de outubro de 1878, no caso Kinney v. The Commonwealth, a Suprema Corte da Virgínia decidiu que o casamento legalizado em Washington, D.C., entre Andrew Kinney, um homem negro, e Mahala Miller, uma mulher branca, era "inválido" na Virgínia. No caso Pace v. Alabama (1883), a Suprema Corte dos Estados Unidos decidiu que a condenação de um casal do Alabama por relações sexuais inter-raciais, confirmada em recurso pela Suprema Corte do Alabama, não violava a Décima Quarta Emenda. Nesse contexto, o sexo conjugal inter-racial foi considerado crime, enquanto o sexo extraconjugal (classificado como "adultério ou fornicação") era tratado apenas como uma contravenção.
Na apelação, a Suprema Corte dos Estados Unidos argumentou que a criminalização do sexo inter-racial não violava a Cláusula de Proteção Igualitária, pois brancos e não brancos eram punidos igualmente pelo delito. O tribunal não precisou avaliar a constitucionalidade da proibição do casamento inter-racial, que também fazia parte da legislação antimiscigenação do Alabama, uma vez que o autor, Sr. Pace, optou por não contestar essa parte da lei. Após o caso Pace v. Alabama, a constitucionalidade das leis antimiscigenação que proibiam o casamento e as relações sexuais entre brancos e não brancos permaneceu incontestada até a década de 1920.
Em Kirby v. Kirby (1921), Joe R. Kirby solicitou ao estado do Arizona a anulação de seu casamento, alegando que era inválido porque sua esposa era descendente de "negros", violando, assim, a lei antimiscigenação do estado. A Suprema Corte do Arizona avaliou a raça de Mayellen Kirby com base em suas características físicas e determinou que ela era mestiça, concedendo a anulação solicitada por Joe R. Kirby.
Em 1933, o caso Roldan v. Los Angeles County confirmou que as leis antimiscigenação do estado da Califórnia não impediam o casamento de um filipino com uma pessoa branca. No entanto, essa decisão durou apenas uma semana, antes que a lei fosse especificamente alterada para proibir tais casamentos.
No caso Monks, o Tribunal Superior do Condado de San Diego, em 1939, invalidou o casamento de Marie Antoinette e Allan Monks, considerando que ela tinha “um oitavo de sangue negro”. O processo judicial surgiu de um desafio legal relacionado a testamentos conflitantes deixados por Allan Monks; um antigo em favor de uma amiga chamada Ida Lee e um mais recente em favor de sua esposa. Os advogados de Lee argumentaram que o casamento dos Monks, realizado no Arizona, era inválido segundo a legislação do estado, devido à classificação racial de Marie Antoinette como “negra” e Allan como branco. Apesar de depoimentos conflitantes de diversas testemunhas especializadas, o juiz definiu a raça de Marie Antoinette Monks com base na “experiência” anatômica de um cirurgião, ignorando os argumentos de um antropólogo e um biólogo, que sustentavam que não era possível determinar a raça de uma pessoa apenas por suas características físicas.
Marie Antoinette Monks contestou a própria lei antimiscigenação do Arizona, levando seu caso ao Tribunal de Apelações da Califórnia, Quarto Distrito. Os advogados de Monks argumentaram que a lei proibia efetivamente que ela, como mestiça, se casasse com qualquer pessoa. Eles afirmaram: “Como tal, ela está proibida de se casar com um negro ou qualquer descendente de um negro, um mongol ou um índio, um malaio ou um hindu, ou qualquer descendente de qualquer um deles. Da mesma forma, como descendente de um negro, ela está proibida de se casar com um caucasiano ou descendente de um caucasiano.” Assim, a lei antimiscigenação do Arizona impedia Monks de contrair um casamento válido no estado, configurando uma restrição inconstitucional à sua liberdade.
No entanto, o tribunal rejeitou esse argumento, considerando-o inaplicável, pois o caso não envolvia dois cônjuges mestiços, mas sim um cônjuge mestiço e um cônjuge branco. O tribunal afirmou: “Sob os fatos apresentados, a recorrente não tem o benefício de contestar a validade do estatuto.” Ao rejeitar o recurso de Monks em 1942, a Suprema Corte dos Estados Unidos recusou-se a reabrir a questão.
Um ponto de virada ocorreu no caso Perez v. Sharp (1948), também conhecido como Perez v. Lippold. Nesse caso, a Suprema Corte da Califórnia decidiu que a proibição do casamento inter-racial na Califórnia violava a Décima Quarta Emenda da Constituição dos Estados Unidos.

## Decisão da Suprema Corte

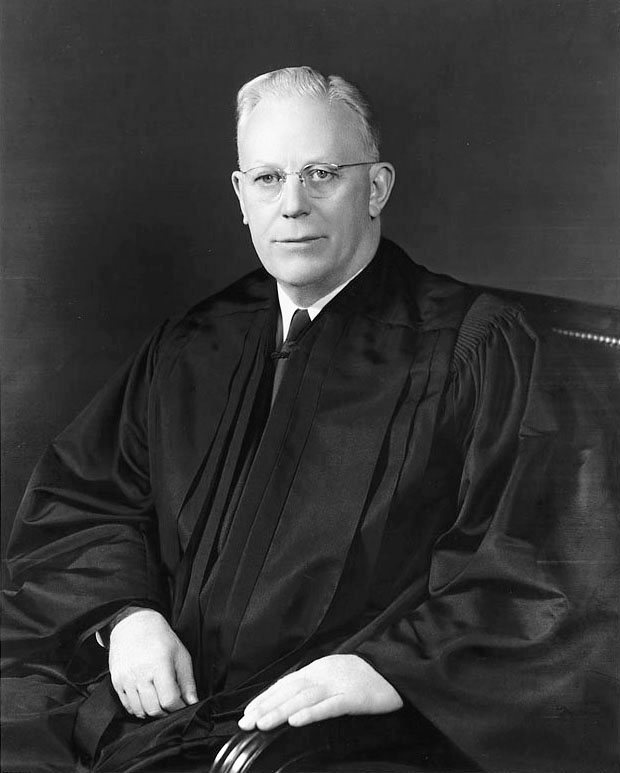
O presidente da Suprema Corte, Earl Warren, autor do parecer unânime da Suprema Corte no caso Loving v. Virginia.

Em 12 de junho de 1967, a Suprema Corte dos Estados Unidos emitiu uma decisão unânime de 9 a 0 a favor dos Lovings. O parecer foi redigido pelo presidente do tribunal, Earl Warren, e todos os juízes se uniram a ele.
A Suprema Corte abordou inicialmente se a Lei de Integridade Racial da Virgínia violava a Cláusula de Proteção Igualitária da Décima Quarta Emenda, que estabelece que “nenhum Estado [...] negará a qualquer pessoa dentro de sua jurisdição a proteção igualitária das leis.” As autoridades da Virgínia argumentaram que a lei não violava essa cláusula porque “onerava igualmente” brancos e não brancos, ou seja, as penalidades eram as mesmas, independentemente da raça do infrator. Assim, uma pessoa branca que se casasse com uma pessoa negra enfrentaria as mesmas consequências que uma pessoa negra casando-se com uma branca.

Embora a Suprema Corte tivesse aceito esse argumento de “aplicação igual” em sua decisão de 1883, Pace v. Alabama, ela o rejeitou em Loving. O tribunal afirmou.
Rejeitamos a noção de que a mera “aplicação igual” de uma lei que contém classificações raciais é suficiente para remover as classificações da proscrição da Décima Quarta Emenda de todas as discriminações raciais iníquas [...]

O Estado encontra apoio para sua teoria de “aplicação igual” na decisão da Corte em Pace v. Alabama [...] No entanto, ainda no período de 1964, ao rejeitar o raciocínio daquele caso, afirmamos que “Pace representa uma visão limitada da Cláusula de Proteção Igualitária que não resistiu à análise nas decisões subsequentes desta Corte”.
A Suprema Corte afirmou que, como a Lei de Integridade Racial da Virgínia se baseava na raça para impor a culpabilidade criminal, a Cláusula de Proteção Igualitária exigia uma análise rigorosa sobre a constitucionalidade da lei:
Não há dúvida de que as leis de miscigenação da Virgínia se baseiam apenas em distinções estabelecidas de acordo com a raça. As leis proíbem condutas geralmente aceitas quando praticadas por membros de raças diferentes. Ao longo dos anos, esta Suprema Corte sempre repudiou "distinções entre cidadãos apenas por causa de sua ascendência” como sendo “odiosas para um povo livre cujas instituições são fundadas na doutrina da igualdade”. No mínimo, a Cláusula de Proteção Igualitária exige que as classificações raciais, especialmente as suspeitas em estatutos criminais, sejam submetidas ao “mais rígido escrutínio”.
A Suprema Corte aplicou o padrão de análise de escrutínio rigoroso à Lei de Integridade Racial e concluiu que ela não tinha nenhum outro propósito discernível além da “discriminação racial injuriosa” que foi projetada para “manter a supremacia branca”. Portanto, a Corte decidiu que a lei violava a Cláusula de Proteção Igualitária:
Não há, evidentemente, nenhum propósito legítimo e independente de discriminação racial invididiosa que justifique essa classificação. O fato de que a Virgínia proíbe apenas casamentos inter-raciais envolvendo pessoas brancas demonstra que as classificações raciais devem se sustentar em sua própria justificativa, como medidas destinadas a manter a supremacia branca. Temos negado consistentemente a constitucionalidade de medidas que restringem os direitos dos cidadãos em razão da raça. Não há dúvida de que restringir a liberdade de casamento somente por causa de classificações raciais viola o significado central da Cláusula de Proteção Igualitária.
A Suprema Corte encerrou seu parecer com uma breve seção afirmando que a Lei de Integridade Racial da Virgínia também violava a Cláusula do Devido Processo Legal da Décima Quarta Emenda. A Suprema Corte afirmou que a liberdade de se casar é um direito constitucional fundamental e sustentou que privar os americanos desse direito em uma base arbitrária, como a raça, era inconstitucional:
Esses estatutos também privam os Lovings da liberdade sem o devido processo legal, violando a Cláusula do Devido Processo Legal da Décima Quarta Emenda. A liberdade de se casar tem sido reconhecida há muito tempo como um dos direitos pessoais vitais essenciais para a busca ordenada da felicidade por homens livres.

O casamento é um dos “direitos civis básicos do homem”, fundamental para nossa própria existência e sobrevivência. Negar essa liberdade fundamental com base em algo tão insustentável como as classificações raciais incorporadas nesses estatutos, classificações tão diretamente subversivas do princípio da igualdade no cerne da Décima Quarta Emenda, é certamente privar todos os cidadãos do Estado da liberdade sem o devido processo legal.
A Corte concluiu ordenando que as condenações dos Lovings fossem revertidas.

## Efeitos

### Para o casamento inter-racial
Apesar da decisão da Suprema Corte, as leis contra a miscigenação permaneceram em vigor em vários estados, embora a decisão as tenha tornado inaplicáveis. Juízes estaduais do Alabama continuaram a aplicar sua lei antimiscegenação até 1970, quando o governo Nixon obteve uma decisão de um Tribunal Distrital dos EUA no caso United States v. Brittain. Em 2000, o Alabama se tornou o último estado a adaptar suas leis à decisão da Suprema Corte, quando 60% dos eleitores aprovaram uma emenda constitucional, a Emenda 2, que removeu a linguagem antimiscigenação da constituição estadual.
Após o caso Loving v. Virginia, o número de casamentos inter-raciais continuou a aumentar nos Estados Unidos, especialmente no Sul. Na Geórgia, por exemplo, o número de casamentos inter-raciais subiu de 21 em 1967 para 115 em 1970. Em nível nacional, a porcentagem de casamentos inter-raciais aumentou de 0,4% em 1960 para 2,0% em 1980, atingindo 12% em 2013 e 16% em 2015, quase 50 anos após Loving.

### Para o casamento entre pessoas do mesmo sexo
O caso Loving v. Virginia foi frequentemente mencionado no contexto do debate público sobre o casamento entre pessoas do mesmo sexo nos Estados Unidos.
No caso Hernandez v. Robles (2006), a opinião da maioria do Tribunal de Apelações de Nova York — a mais alta corte daquele estado — recusou-se a se basear no caso Loving ao decidir sobre o direito ao casamento entre pessoas do mesmo sexo, afirmando que “o contexto histórico de Loving é diferente da história subjacente a este caso.” Por outro lado, na decisão de 2010 do tribunal distrital federal no caso Perry v. Schwarzenegger, que anulou a Proposição 8 da Califórnia, que restringia o casamento a casais do sexo oposto, o juiz Vaughn R. Walker citou Loving v. Virginia para concluir que “o direito [constitucional] de se casar protege a escolha de um parceiro conjugal, independentemente do gênero.” O Tribunal de Apelações do 9º Circuito confirmou a decisão com fundamentos mais restritivos.

Em junho de 2007, no 40º aniversário da decisão da Suprema Corte no caso Loving, Mildred Loving fez a seguinte declaração:
Minha geração estava amargamente dividida em relação a algo que deveria ter sido tão claro e correto. A maioria acreditava no que o juiz disse, que era o plano de Deus manter as pessoas separadas e que o governo deveria discriminar as pessoas que amam. Mas já vivi tempo suficiente para ver grandes mudanças. Os medos e preconceitos da geração mais velha cederam, e os jovens de hoje percebem que, se alguém ama outra pessoa, tem o direito de se casar.
Cercada como estou agora por filhos e netos maravilhosos, não passa um dia sem que eu pense em Richard e em nosso amor, em nosso direito de nos casarmos e no quanto significou para mim ter a liberdade de me casar com a pessoa que me era preciosa, mesmo que os outros achassem que ele era o “tipo errado de pessoa” para eu me casar. Acredito que todos os americanos, independentemente de sua raça, sexo ou orientação sexual, devem ter a mesma liberdade de se casar. O governo não tem o direito de impor as crenças religiosas de algumas pessoas sobre outras. Especialmente se isso negar os direitos civis das pessoas.

Ainda não sou uma pessoa política, mas tenho orgulho de que o nome do Richard e o meu estejam em um processo judicial que pode ajudar a reforçar o amor, o compromisso, a justiça e a família que tantas pessoas, negras ou brancas, jovens ou idosas, gays ou heterossexuais buscam na vida. Eu apoio a liberdade de casamento para todos. É disso que se trata os Lovings e o amor.
Até 2014, cinco tribunais de apelação dos EUA consideraram a constitucionalidade das proibições estaduais ao casamento entre pessoas do mesmo sexo, interpretando a decisão Loving v. Virginia de maneiras distintas:
- O Quarto e o Décimo Circuito usaram Loving, juntamente com outros casos como Zablocki v. Redhail e Turner v. Safley, para argumentar que a Suprema Corte dos EUA reconheceu um “direito fundamental ao casamento” que os estados não podem restringir, a menos que satisfaçam o padrão de “escrutínio elevado”. Ambos os tribunais derrubaram as proibições estaduais ao casamento entre pessoas do mesmo sexo com base nesse padrão.[69][70][71][72]

- Dois outros tribunais de apelação, o Sétimo e o Nono Circuito derrubaram as proibições estaduais utilizando uma linha de argumentação diferente. Em vez de analisar a questão sob a ótica dos “direitos fundamentais”, esses tribunais consideraram as proibições como discriminação com base na orientação sexual. O Sétimo Circuito citou Loving para demonstrar que a Suprema Corte não aceitava a tradição como justificativa para limitar o acesso ao casamento. O Nono Circuito mencionou Loving em conexão com o caso United States v. Windsor, enfatizando que “as leis estaduais que definem ou regulamentam o casamento devem respeitar os direitos constitucionais das pessoas”.[73][74]

- O único tribunal de apelação que defendeu as proibições estaduais ao casamento entre pessoas do mesmo sexo foi o Sexto Circuito, que argumentou que, quando a decisão Loving abordou o casamento, estava se referindo exclusivamente ao casamento entre pessoas do sexo oposto.[75]

Em Obergefell v. Hodges (2015), a Suprema Corte invocou Loving v. Virginia, entre outros casos, como precedente para sua decisão de que os estados são obrigados a permitir casamentos entre pessoas do mesmo sexo, com base na Cláusula de Proteção Igualitária e na Cláusula do Devido Processo Legal da Constituição. A decisão do tribunal citou Loving diversas vezes, fundamentando-se nos mesmos princípios de igualdade e no direito não enumerado ao casamento.
Durante a argumentação oral, o juiz Anthony Kennedy, autor da opinião da maioria, destacou que as decisões que declararam inconstitucionais a segregação racial (Brown v. Board of Education, 1954) e a proibição do casamento inter-racial (Loving v. Virginia, 1967) foram proferidas com cerca de 13 anos de diferença. Da mesma forma, ele observou que a decisão que considerou inconstitucional a proibição da atividade sexual entre pessoas do mesmo sexo (Lawrence v. Texas, 2003) e a eventual decisão que anulou a proibição do casamento entre pessoas do mesmo sexo (Obergefell v. Hodges, 2015) seguiram um padrão temporal semelhante.

## Codificação
A Lei de Respeito ao Casamento de 2022 proíbe o governo federal dos EUA e os estados dos EUA de discriminar casamentos legalmente realizados em outros estados dos EUA com base em raça e etnia.

## Na cultura popular

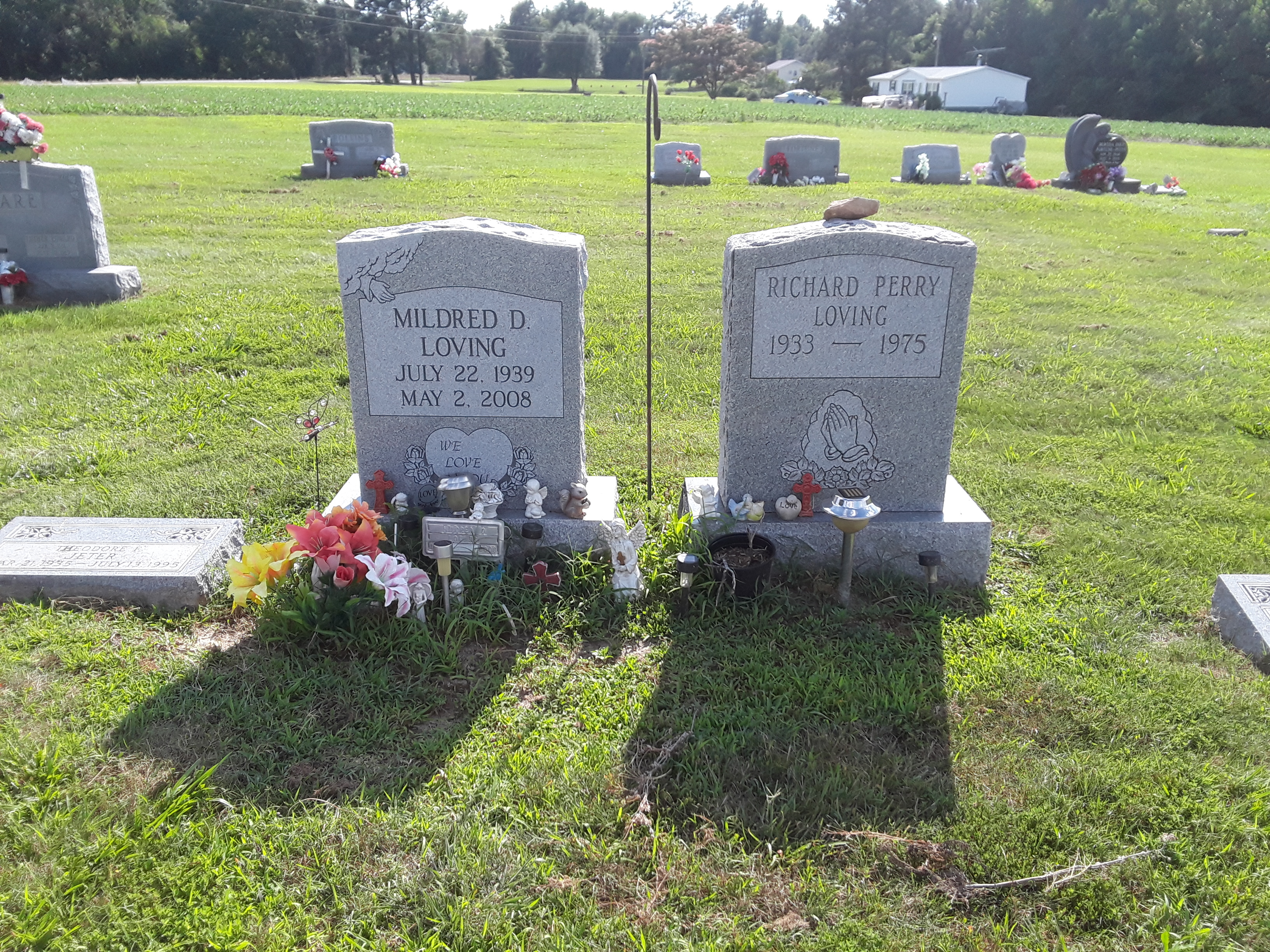
Túmulos dos Lovings no cemitério da Igreja Batista de St. Stephen, Central Point, Virgínia.

Nos Estados Unidos, o dia 12 de junho, data da decisão, é conhecido como Dia Loving, uma celebração anual não oficial de casamentos inter-raciais. Em 2014, Mildred Loving foi homenageada como uma das “Mulheres da Virgínia na História” pela Biblioteca da Virgínia. Em 2017, o Departamento de Recursos Históricos da Virgínia dedicou um marco histórico estadual em homenagem aos Lovings, localizado em frente ao Patrick Henry Building em Richmond, antigo local da Suprema Corte de Apelações da Virgínia.
A história dos Lovings inspirou vários filmes:
- O primeiro, Mr. and Mrs. Loving (1996), foi escrito e dirigido por Richard Friedenberg, com Lela Rochon, Timothy Hutton e Ruby Dee.[84] Mildred Loving comentou que “não era muito verdadeiro. A única parte correta era que eu tinha três filhos”.[85][86]
- O documentário de Nancy Buirski, The Loving Story, estreou na HBO em fevereiro de 2012 e ganhou um Prêmio Peabody naquele ano.[87][88][89]
- Loving, uma versão dramatizada baseada no documentário de Buirski, foi lançado em 2016. Dirigido por Jeff Nichols, o filme estrelou Ruth Negga e Joel Edgerton como os Lovings, com Negga recebendo uma indicação ao Oscar por sua atuação.[90][91]
- Um filme em quatro partes, The Loving Generation, estreou no Topic.com em fevereiro de 2018. Dirigido e produzido por Lacey Schwartz Delgado e Mehret Mandefro, o documentário explora a vida de crianças birraciais nascidas após a decisão dos Lovings.[92][93][94]

Na música, o álbum The Loving Kind, de Nanci Griffith, lançado em 2009, leva o nome dos Lovings e inclui uma canção sobre eles. A música “The Summer of Loving” (2009) do satírico Roy Zimmerman também aborda o casal e seu caso de 1967, fazendo referência ao Verão do Amor.
Além disso, um romance de 2015 do jornalista francês Gilles Biassette, L'amour des Loving, narra a vida do casal e seu caso. Um ensaio fotográfico sobre os Lovings, realizado por Grey Villet pouco antes do caso, foi republicado em 2017.

## Leituras adicionais
- Aldridge, Delores (1973). «The Changing Nature of Interracial Marriage in Georgia: A Research Note». National Council on Family Relations. Journal of Marriage and Family. 35 (4): 641-642. Consultado em 25 de setembro de 2024
- Annella, M. (1967). «Interracial Marriages in Washington, D.C.». The Journal of Negro Education. 36 (4): 428-433. Consultado em 25 de setembro de 2024
- Barnett, Larry (1963). «Research on International and Interracial Marriages». National Council on Family Relations. Marriage and Family Living. 25 (1): 105-107. Consultado em 25 de setembro de 2024
- Brower, Brock (2003). «Review: Irrepressible Intimacies». The Journal of Blacks in Higher Education (40): 120-124. Consultado em 25 de setembro de 2024
- Leslie, Christopher (2014). Justice Alito's Dissent in Loving v. Virginia. 55. [S.l.]: Boston College Law Review. pp. 2015–2041
- Coolidge, David (1998). «Playing the Loving Card: Same-Sex Marriage and the Politics of Analogy». BYU J. Pub. L. Consultado em 25 de setembro de 2024
- DeCoste, F. C. (2003). «THE HALPERN TRANSFORMATION: SAME-SEX MARRIAGE, CIVIL SOCIETY, AND THE LIMITS OF LIBERAL LAW». The Halpern Transformation. 41 (2). Consultado em 25 de setembro de 2024
- Roberts, Dorothy (2014-2015). Loving v. Virginia as a Civil Rights Decision. 59. [S.l.]: New York Law School Law Review. pp. 175–209
- Foeman, Anita; Nance, Teresa (1999). «From Miscegenation to Multiculturalism: Perceptions and Stages of Interracial Relationship Development». Journal of Black Studies. 29 (4): 540-557. doi:10.1177/002193479902900405. Consultado em 25 de setembro de 2024
- Hopkins, C. Quince (2003). «Variety in U.S. Kinship Practices, Substantive Due Process Analysis and the Right to Marry». Brigham Young University Journal of Public Law. 18 (2): 665-679. Consultado em 25 de setembro de 2024
- Kalmijn, Matthijs (1998). «Intermarriage and Homogamy: Causes, Patterns, Trends». Annual Review of Sociology. 24: 395-421. Consultado em 25 de setembro de 2024
- Koppelman, Andrew (1988). «The Miscegenation Analogy: Sodomy Law as Sex Discrimination». The Yale Law Journal. 98 (1): 145-164. Consultado em 25 de setembro de 2024
- Newbeck, Phyl (2005). Virginia Hasn't Always Been for Lovers: Interracial Marriage Bans and the Case of Richard and Mildred Loving. [S.l.]: Southern Illinois University Press. ISBN 978-0809325283
- Pascoe, Peggy (1996). «Miscegenation Law, Court Cases, and Ideologies of "Race" in Twentieth-Century America». The Journal of American History. 83 (1): 44-69. Consultado em 25 de setembro de 2024
- Pratt, Robert (1998). «Crossing the Color Line: A Historical Assessment and Personal Narrative of Loving v. Virginia». Howard Law Journal. 41 (2): 229. Consultado em 25 de setembro de 2024
- Villet, Grey (2017). The Lovings: An Intimate Portrait. [S.l.]: Princeton Architectural Press. ISBN 978-1616895563
- Wadlington, Walter; O'Brien, Raymond; Wilson, Robin (2021). Domestic Relations, Cases and Materials 9 ed. [S.l.: s.n.] ISBN 9781636590240
- Wallenstein, Peter (2014). Race, Sex, and the Freedom to Marry: Loving v. Virginia. [S.l.]: University Press of Kansas. ISBN 978-0-7006-2000-5
- Wildman, Stephanie (2002). «Interracial Intimacy and the Potential for Social Change». Consultado em 25 de setembro de 2024
- Yancey, George; Yancey, Sherelyn (1998). «Interracial Dating: Evidence From Personal Advertisements». Journal of Family Issues. 19 (3): 334-348. Consultado em 25 de setembro de 2024